# Feodora z Saksonii-Meiningen (1879–1945)
Feodora Victoria Auguste Marie Marianne (ur. 19 maja 1879 w Poczdamie, zm. 26 sierpnia 1945 w Kowarach) – księżniczka Saksonii-Meiningen, przez małżeństwo księżna Reuss.

## Życiorys
Była jedynym dzieckiem księcia Saksonii-Meiningen Bernarda III i jego żony Charlotty pruskiej (córki cesarza Niemiec Fryderyka III i księżniczki brytyjskiej Wiktorii). Była także najstarszą prawnuczką królowej Wielkiej Brytanii Wiktorii – przyszła na świat 5 dni przed sześćdziesiątymi urodzinami prababki.
Matka zaniedbywała Feodorę. Wychowaniem księżniczki zajmowała się głównie jej babka, cesarzowa niemiecka Wiktoria. W 1898 roku Feodora poślubiła we Wrocławiu księcia Henryka XXX Reuss zu Jenkendorf und Neuhof (1864–1939). Para nie miała dzieci.
Feodora cierpiała na porfirię, odziedziczoną po królu Wielkiej Brytanii Jerzym III. Zmarła śmiercią samobójczą w wieku 66 lat. Pochowano ją w grobowcu rodzinnym Reussów w Kowarach.